# Red Bull
Red Bull — енергетичний напій, який виробляє та продає австрійська компанія Red Bull GmbH. 2006 року понад 3 млрд бляшанок було продано в понад 130 країнах світу[джерело?].
Гаслом напою є: «Red Bull gives you wings» («Ред Бул надає крила»).

## Історія
Red Bull походить від енергетичного напою Krating Daeng з Таїланду (Red Bull «Червоний Бик» — це літературний переклад Krating Daeng з тайської). Австрійський підприємець Дітріх Матешиць розробив бренд енергетичного напою Red Bull. Дітріх Матешиць був директором із міжнародного маркетингу компанії Blendax, яка займалася зубною пастою, коли він відвідував Таїланд у 1982 році та виявив, що Krating Daeng допоміг усунути порушення добового ритму його організму, що було пов'язане з перельотами.
З 1984 по 1987 рр., Матешиць працював із компанією TC Pharmaceutical над адаптацією Krating Daeng до європейського ринку. У той же час Матешиць та Чалео Йювідья заснували Red Bull GmbH, кожен із них інвестував у компанію 500.000 доларів США та володіє 49 % акцій. 2 % акцій вони віддали сину Чалео на ім'я Чалерму, але погодилися, що компанією буде управляти Матешиць. Продукт почали розповсюджувати в 1987 році. Від тайського напою він відрізнявся тим, що мав вуглекислий газ та був не таким солодким.
Уперше Red Bull почав розповсюджуватися на іноземний ринок (Угорщина) 1992 р., а в США (через Каліфорнію) — 1997-го.
2008 року журнал Forbes записав Чалео і Матешиця на 260 місце в списку найбагатших людей світу з приблизним капіталом 4 мільярди доларів США.

## Склад
Red Bull та Red Bull Sugarfree
- Таурін
- Аргінін (тільки в Red Bull, що виробляється для Франції)
- Глюкуронолактон
- Кофеїн
- Вітаміни групи B: B3,B5,B6,B12
- Сахароза (тільки в Red Bull)
- Глюкоза (тільки в Red Bull)
- Ацесульфам (тільки в Red Bull Sugafree)
- Аспартам (тільки в Red Bull Sugafree)
- Натрій лимонокислий  (Регулятор кислотності)
- Інозитол
- Барвники (цукровий колер, рибофлавін)

## Вплив на здоров'я
Згідно з опублікованим в 2008 році дослідженням, відсутні будь-які задокументовані свідчення про позитивний чи негативний вплив на здоров'я тієї кількості таурину, що міститься в енергетичних напоях, в тому числі в Red Bull: «Кількість гуарани, таурину і женьшеню в популярних напоях є набагато менша від тієї міри, яка може справити терапевтичний ефект або завдати шкоди. Однак, кофеїн та цукор додаються в кількостях, які викликають різноманітні шкідливі наслідки для здоров'я». В іншій публікації говориться, що «число публікацій, які насправді глибоко вивчають це питання, є також вкрай малим».

### Вплив на серцево-судинну систему
Результати досліджень показали, що споживання однієї 250 мл бляшанки Ред Булу без цукру групою з 30 здорових дорослих негайно погіршувало як ендотеліальну функцію, так і процес згортання крові. Це тимчасово підвищувало в цих осіб ризик серцево-судинних захворювань до рівня, який можна порівняти з рівнем людини, яка вже страждає на атеросклероз коронарних артерій.
Опираючись на свої дослідження, вчені застерігають від вживання напою осіб, які перебувають у стресі або страждають на високий кров'яний тиск чи хворіють на атеросклероз коронарних артерій.
Однак представники Ред Булу заявили, що таке підвищення ризику серцево-судинних захворювань не відрізняється від підвищення, викликаного споживанням звичайної чашки кави. Також вони переконані, що Ред Бул є безпечним для вживання, адже, на їхню думку, такі великі глобальні продажі можливі лише тому, що різні інституції з охорони здоров'я підтвердили безпечність напою.

## Рекламні кампанії
З 1997 року Red Bull випускає рекламні ролики з гаслом «Red Bull дає вам крила». Рекламні ролики зазвичай анімовані та зображують мальованих персонажів з косими очима.
Компанія спонсорує різноманітні спортивні заходи в різних країнах.

### Red Bull House of Art
Red Bull House of Art (Будинок мистецтва Red Bull) — це мистецька стипендіальна програма, започаткована компанією. Проводиться у кількох містах: Детройті, Мічигані та Сан-Паулу (Бразилія). Зазвичай складається з тримісячного періоду, протягом якого 6-8 учасників створюють твори мистецтва, щоби виставити їх на виставці. Художники отримують необмежений доступ до галерей та стипендію на художні матеріали. Деякі створені твори згодом використовують у рекламних кампаніях Red Bull.

### Дрифт у центрі Києва
Зранку 10 серпня 2021 року на Софійській площі в Києві компанія організувала незаконне дрифт-шоу з двох автомобілів для зйомок реклами напою. В них брав участь всесвітньо відомий дрифтер Конор Шанаган. Через недотримання процедур проведення подібних заходів, на бруківці площі залишилося багато слідів від коліс. Представники компанії заявили, що шкодують про проведення заходу з порушеннями та попросили вибачення у киян та місцевої влади. Також у зйомках відео брала участь українська співачка Alyona Alyona. Зйомки, зокрема, викликали обурення міністра культури Олександра Ткаченка.
Поліцією було вилучено автомобілі, відкрито кримінальне провадження, накладено штраф у 1700 грн.